# Seznam dílů seriálu Beze stopy
Toto je seznam dílů seriálu Beze stopy. V Česku jej premiérově vysílala TV Nova.

## Přehled řad
| Řada | Díly | Premiéra v USA | Premiéra v USA  | Premiéra v ČR      | Premiéra v ČR      |
| Řada | Díly | První díl      | Poslední díl    | První díl          | Poslední díl       |
| ---- | ---- | -------------- | --------------- | ------------------ | ------------------ |
| 1    | 23   | 26. září 2002  | 15. května 2003 | 8. července 2005   | 6. října 2005      |
| 2    | 24   | 25. září 2003  | 20. května 2004 | 7. října 2005      | 10. listopadu 2005 |
| 3    | 23   | 23. září 2004  | 19. května 2005 | 11. listopadu 2005 | 14. prosince 2005  |
| 4    | 24   | 29. září 2005  | 18. května 2006 | 8. února 2008      | 12. března 2008    |
| 5    | 24   | 24. září 2006  | 10. května 2007 | 13. března 2008    | 16. dubna 2008     |
| 6    | 18   | 27. září 2007  | 15. května 2008 | 7. května 2008     | 3. září 2008       |
| 7    | 24   | 23. září 2008  | 19. května 2009 | 7. ledna 2009      | 24. června 2009    |

## Seznam dílů

### První řada (2002–2003)
| Č. v seriálu | Č. v řadě | Původní název                      | Český název            | Režie                | Scénář                    | Premiéra v USA     | Premiéra v ČR     | Produkční kód |
| ------------ | --------- | ---------------------------------- | ---------------------- | -------------------- | ------------------------- | ------------------ | ----------------- | ------------- |
| 1            | 1         | Pilot                              | Sen o jiném životě     | David Nutter         | Hank Steinberg            | 26. září 2002      | 8. července 2005  | 475182        |
| 2            | 2         | Birthday Boy                       | Synovy narozeniny      | David Nutter         | Hank Steinberg            | 3. října 2002      | 15. července 2005 | 175651        |
| 3            | 3         | He Saw, She Saw                    | On a ona               | Rachel Talalay       | Jan Nash                  | 10. října 2002     | 22. července 2005 | 175653        |
| 4            | 4         | Between the Cracks                 | Nezvěstná              | Steve Gomer          | Ed Redlich                | 17. října 2002     | 29. července 2005 | 175654        |
| 5            | 5         | Suspect                            | Podezřelý              | Peter Markle         | Allison Abner             | 24. října 2002     | 5. srpna 2005     | 175657        |
| 6            | 6         | Silent Partner                     | Tichý společník        | Randy Zisk           | Greg Walker               | 31. října 2002     | 12. září 2005     | 175655        |
| 7            | 7         | Snatch Back                        | Únos                   | Leslie Libman        | Stacy Rukeyser            | 7. listopadu 2002  | 13. září 2005     | 175656        |
| 8            | 8         | Little Big Man                     | Malý velký muž         | Paul Holahan         | Jacob Epstein             | 14. listopadu 2002 | 14. září 2005     | 175658        |
| 9            | 9         | In Extremis                        | Okamžik smrti          | Peter Markle         | Francisco Castro          | 21. listopadu 2002 | 15. září 2005     | 175659        |
| 10           | 10        | Midnight Sun                       | Půlnoční slunce        | Michelle MacLarenová | Hank Steinberg            | 12. prosince 2002  | 16. září 2005     | 175652        |
| 11           | 11        | Maple Street                       | Javorová ulice         | John McNaughton      | Maria Maggenti            | 9. ledna 2003      | 19. září 2005     | 175660        |
| 12           | 12        | Underground Railroad               | Podzemní dráha         | Tom McLoughlin       | Hank Steinberg            | 16. ledna 2003     | 20. září 2005     | 175662        |
| 13           | 13        | Hang On to Me                      | Opři se o mne          | Paul Holahan         | Ed Redlich                | 30. ledna 2003     | 21. září 2005     | 175661        |
| 14           | 14        | The Friendly Skies                 | Bezpečný let           | Paul Holahan         | Hank Steinberg            | 6. února 2003      | 22. září 2005     | 175663        |
| 15           | 15        | There Goes the Bride               | Přichází nevěsta       | Deran Sarafian       | Steven Kane               | 20. února 2003     | 23. září 2005     | 175665        |
| 16           | 16        | Clare de Lune                      | Vzpomínky z dětství    | Mel Damski           | Allison Abner             | 27. února 2003     | 26. září 2005     | 175664        |
| 17           | 17        | Kam Li                             | Kam Li                 | Randy Zisk           | Jacob Epstein             | 13. března 2003    | 27. září 2005     | 175666        |
| 18           | 18        | The Source                         | Zdroj                  | Peter Markle         | Jan Nash a Greg Walker    | 3. dubna 2003      | 29. září 2005     | 175667        |
| 19           | 19        | Victory for Humanity               | Vítězství pro lidskost | Charles Correll      | Hank Steinberg            | 10. dubna 2003     | 30. září 2005     | 175668        |
| 20           | 20        | No Mas                             | Už dost                | Paul Holahan         | Greg Walker               | 24. dubna 2003     | 3. října 2005     | 175669        |
| 21           | 21        | Are You Now or Have You Ever Been? | Ať hodí kamenem        | Peter Markle         | Harry Litman a Ed Redlich | 1. května 2003     | 4. října 2005     | 175672        |
| 22           | 22        | Fall Out (Part I)                  | Dopad – 1. část        | Kevin Hooks          | Hank Steinberg            | 8. května 2003     | 5. října 2005     | 175670        |
| 23           | 23        | Fall Out (Part II)                 | Dopad – 2. část        | Paul Holahan         | Hank Steinberg            | 15. května 2003    | 6. října 2005     | 175671        |

### Druhá řada (2003–2004)
| Č. v seriálu | Č. v řadě | Původní název          | Český název     | Režie             | Scénář                                                                        | Premiéra v USA     | Premiéra v ČR      | Produkční kód |
| ------------ | --------- | ---------------------- | --------------- | ----------------- | ----------------------------------------------------------------------------- | ------------------ | ------------------ | ------------- |
| 24           | 1         | The Bus                | Autobus         | Paul Holahan      | Hank Steinberg                                                                | 25. září 2003      | 7. října 2005      | 176401        |
| 25           | 2         | Revelations            | Zjevení         | Charles Correll   | Jan Nash                                                                      | 2. října 2003      | 10. října 2005     | 176402        |
| 26           | 3         | Confidence             | Důvěra          | Randy Zisk        | Greg Walker                                                                   | 9. října 2003      | 11. října 2005     | 176403        |
| 27           | 4         | Prodigy                | Zázračné dítě   | Paul Holahan      | Maria Maggenti a Judy Sachs                                                   | 23. října 2003     | 12. října 2005     | 176404        |
| 28           | 5         | Copycat                | Kopie           | Tim Matheson      | Jennifer Levin                                                                | 30. října 2003     | 13. října 2005     | 176405        |
| 29           | 6         | Our Sons and Daughters | Synové a dcery  | Paul Holahan      | John Bellucci                                                                 | 6. listopadu 2003  | 14. října 2005     | 176407        |
| 30           | 7         | A Tree Falls           | Americký sen    | Rob Bailey        | Allison Abner                                                                 | 13. listopadu 2003 | 17. října 2005     | 176408        |
| 31           | 8         | Trip Box               | Žháři           | David Nutter      | Simon Mirren                                                                  | 20. listopadu 2003 | 18. října 2005     | 176409        |
| 32           | 9         | Moving On              | Jít dál         | John Peters       | David H. Goodman                                                              | 11. prosince 2003  | 19. října 2005     | 176410        |
| 33           | 10        | Coming Home            | Návrat domů     | Tony Wharmby      | Jan Nash                                                                      | 18. prosince 2003  | 20. října 2005     | 176411        |
| 34           | 11        | Exposure               | Odhalení        | Charles Correll   | Dale Kutzera                                                                  | 8. ledna 2004      | 21. října 2005     | 176406        |
| 35           | 12        | Hawks and Handsaws     | Jiná logika     | Kevin Hooks       | Jennifer Levin a Ed Redlich                                                   | 15. ledna 2004     | 24. října 2005     | 176412        |
| 36           | 13        | Life Rules             | Pravidla života | John F. Showalter | námět: Melissa Maxwell, Erika Johnson a Hank Steinberg scénář: Hank Steinberg | 29. ledna 2004     | 25. října 2005     | 176413        |
| 37           | 14        | The Line               | V první linii   | Paul Holahan      | Greg Walker a Alexis Genya                                                    | 5. února 2004      | 26. října 2005     | 176414        |
| 38           | 15        | Wannabe                | Včelí královna  | David M. Barrett  | Hank Steinberg                                                                | 12. února 2004     | 27. října 2005     | 176415        |
| 39           | 16        | Risen                  | Vzkříšení       | Tony Wharmby      | David H. Goodman                                                              | 19. února 2004     | 31. října 2005     | 176416        |
| 40           | 17        | Gung Ho                | Návrat domů     | Paul Holahan      | Dale Kutzera a Simon Mirren                                                   | 26. února 2004     | 1. listopadu 2005  | 176417        |
| 41           | 18        | Legacy                 | Odkaz           | Tim Matheson      | Allison Abner a Maria Maggenti                                                | 11. března 2004    | 2. listopadu 2005  | 176418        |
| 42           | 19        | Doppelgänger           | Dvojník         | Andy Wolk         | Hank Steinberg                                                                | 1. dubna 2004      | 3. listopadu 2005  | 176419        |
| 43           | 20        | Shadows                | Stíny           | Randy Zisk        | Jennifer Levin a Jan Nash                                                     | 15. dubna 2004     | 4. listopadu 2005  | 176420        |
| 44           | 21        | Two Families           | Dvě rodiny      | John F. Showalter | Ed Redlich                                                                    | 29. dubna 2004     | 7. listopadu 2005  | 176421        |
| 45           | 22        | The Season             | Sezóna          | Tim Matheson      | námět: Greg Walker scénář: Jennifer Levin a Jan Nash                          | 6. května 2004     | 8. listopadu 2005  | 176422        |
| 46           | 23        | Lost and Found         | Ztráty a nálezy | Hank Steinberg    | Hank Steinberg                                                                | 13. května 2004    | 9. listopadu 2005  | 176423        |
| 47           | 24        | Bait                   | Návnada         | Paul Holahan      | námět: Dale Kutzera a Simon Mirren scénář: Jan Nash a Greg Walker             | 20. května 2004    | 10. listopadu 2005 | 176424        |

### Třetí řada (2004–2005)
| Č. v seriálu | Č. v řadě | Původní název              | Český název        | Režie             | Scénář                      | Premiéra v USA     | Premiéra v ČR      | Produkční kód |
| ------------ | --------- | -------------------------- | ------------------ | ----------------- | --------------------------- | ------------------ | ------------------ | ------------- |
| 48           | 1         | In the Dark                | Ve tmě             | Paul Holahan      | Hank Steinberg              | 23. září 2004      | 11. listopadu 2005 | 2T5151        |
| 49           | 2         | Thou Shalt Not             | Nezabiješ…         | Randy Zisk        | Jennifer Levin              | 7. října 2004      | 14. listopadu 2005 | 2T5152        |
| 50           | 3         | Light Years                | Světelné roky      | Craig Zisk        | Greg Walker                 | 14. října 2004     | 15. listopadu 2005 | 2T5153        |
| 51           | 4         | Upstairs Downstairs        | Nahoru dolů        | Timothy Busfield  | Hank Steinberg a Judy Sachs | 21. října 2004     | 16. listopadu 2005 | 2T5154        |
| 52           | 5         | American Goddess           | Americká bohyně    | Tony Goldwyn      | Maria Maggenti              | 28. října 2004     | 18. listopadu 2005 | 2T5155        |
| 53           | 6         | Nickel and Dimed (Part I)  | V pasti – 1. část  | Martha Mitchell   | David Amann                 | 4. listopadu 2004  | 21. listopadu 2005 | 2T5156        |
| 54           | 7         | Nickel and Dimed (Part II) | V pasti – 2. část  | John F. Showalter | Jan Nash                    | 11. listopadu 2004 | 22. listopadu 2005 | 2T5157        |
| 55           | 8         | Doppelgänger II            | Dvojník II         | Timothy Busfield  | Hank Steinberg              | 18. listopadu 2004 | 23. listopadu 2005 | 2T5158        |
| 56           | 9         | Trials                     | Soudy              | David Von Ancken  | David H. Goodman            | 25. listopadu 2004 | 24. listopadu 2005 | 2T5159        |
| 57           | 10        | Malone v. Malone           | Výslech            | Hank Steinberg    | Hank Steinberg              | 9. prosince 2004   | 25. listopadu 2005 | 2T5160        |
| 58           | 11        | 4.0                        | Premiantka         | Ken Collins       | Jennifer Levin              | 6. ledna 2005      | 28. listopadu 2005 | 2T5161        |
| 59           | 12        | Penitence                  | Pokání             | Scott White       | Allison Abner               | 13. ledna 2005     | 29. listopadu 2005 | 2T5162        |
| 60           | 13        | Volcano                    | Sopka              | John F. Showalter | Greg Walker                 | 3. února 2005      | 30. listopadu 2005 | 2T5163        |
| 61           | 14        | Neither Rain Nor Sleet     | Ani sníh, ani déšť | Timothy Busfield  | Jan Nash                    | 10. února 2005     | 1. prosince 2005   | 2T5164        |
| 62           | 15        | Party Girl                 | Hvězdička          | Rob Bailey        | Amanda Segal Marks          | 17. února 2005     | 2. prosince 2005   | 2T5165        |
| 63           | 16        | Manhunt                    | Štvanice           | Jeannot Szwarc    | David Amann                 | 24. února 2005     | 5. prosince 2005   | 2T5166        |
| 64           | 17        | Lone Star                  | Osamělá hvězda     | Paul Holahan      | David Mongan                | 10. března 2005    | 6. prosince 2005   | 2T5167        |
| 65           | 18        | Transitions                | Přechod            | Timothy Busfield  | David H. Goodman            | 31. března 2005    | 7. prosince 2005   | 2T5168        |
| 66           | 19        | Second Sight               | Kartářka           | Jeff T. Thomas    | Jan Nash                    | 14. dubna 2005     | 8. prosince 2005   | 2T5170        |
| 67           | 20        | The Bogie Man              | Vyvrhel            | Rob Bailey        | Jennifer Levin              | 4. května 2005     | 9. prosince 2005   | 2T5171        |
| 68           | 21        | Off the Tracks             | Na dně             | John F. Showalter | Greg Walker                 | 5. května 2005     | 12. prosince 2005  | 2T5172        |
| 69           | 22        | John Michaels              | Jako v zrcadle     | Hank Steinberg    | Hank Steinberg              | 12. května 2005    | 13. prosince 2005  | 2T5169        |
| 70           | 23        | Endgame                    | Koncovka           | Jeannot Szwarc    | David Amann                 | 19. května 2005    | 14. prosince 2005  | 2T5173        |

### Čtvrtá řada (2005–2006)
| Č. v seriálu | Č. v řadě | Původní název       | Český název         | Režie              | Scénář                                | Premiéra v USA     | Premiéra v ČR   | Produkční kód |
| ------------ | --------- | ------------------- | ------------------- | ------------------ | ------------------------------------- | ------------------ | --------------- | ------------- |
| 71           | 1         | Showdown            | Odhalení            | John F. Showalter  | David Amann                           | 29. září 2005      | 8. února 2008   | 2T6101        |
| 72           | 2         | Safe                | Nebezpečný svět     | Jeannot Szwarc     | David Grae                            | 6. října 2005      | 11. února 2008  | 2T6102        |
| 73           | 3         | From the Ashes      | Nový život          | Timothy Busfield   | Gwendolyn M. Parker                   | 13. října 2005     | 12. února 2008  | 2T6103        |
| 74           | 4         | Lost Time           | Sedm ztracených let | Martha Mitchell    | David H. Goodman                      | 20. října 2005     | 13. února 2008  | 2T6104        |
| 75           | 5         | Honor Bound         | Bez uznání          | Ken Collins        | Amantha Segel Marks                   | 27. října 2005     | 14. února 2008  | 2T6105        |
| 76           | 6         | Viuda Negra         | Černá vdova         | Paul McCrane       | Scott A. Williams                     | 3. listopadu 2005  | 15. února 2008  | 2T6106        |
| 77           | 7         | The Innocents       | Nevinní             | Martha Mitchell    | Jan Nash                              | 10. listopadu 2005 | 18. února 2008  | 2T6107        |
| 78           | 8         | A Day in the Life   | Jeden den v životě  | Jeannot Szwarc     | Hank Steinberg                        | 17. listopadu 2005 | 19. února 2008  | 2T6108        |
| 79           | 9         | Freefall            | Volný pád           | John F. Showalter  | David Mongan                          | 24. listopadu 2005 | 20. února 2008  | 2T6109        |
| 80           | 10        | When Darkness Falls | Zatmění             | Jeff T. Thomas     | Hank Steinberg a Diego Gutierrez      | 8. prosince 2005   | 21. února 2008  | 2T6110        |
| 81           | 11        | Blood Out           | Krev za krev        | Scott White        | Gwendolyn M. Parker                   | 5. ledna 2006      | 22. února 2008  | 2T6111        |
| 82           | 12        | Patient X           | Pacient X           | Timothy Busfield   | David Amann                           | 19. ledna 2006     | 25. února 2008  | 2T6112        |
| 83           | 13        | Rage                | Vztek               | Kate Woods         | Scott A. Williams                     | 26. ledna 2006     | 26. února 2008  | 2T6113        |
| 84           | 14        | Odds or Evens       | Sudá nebo lichá     | Martha Mitchell    | David H. Goodman                      | 2. února 2006      | 27. února 2008  | 2T6114        |
| 85           | 15        | The Stranger        | Cizinec             | John F. Showalter  | Jan Nash                              | 9. února 2006      | 28. února 2008  | 2T6115        |
| 86           | 16        | The Little Things   | Malé věci           | John Polson        | David Grae                            | 2. března 2006     | 29. února 2008  | 2T6116        |
| 87           | 17        | Check Your Head     | Poradna             | Timothy Busfield   | Diego Gutierrez                       | 9. března 2006     | 3. března 2008  | 2T6117        |
| 88           | 18        | The Road Home       | Cesta domů          | Chad Lowe          | David Mongan                          | 30. března 2006    | 4. března 2008  | 2T6118        |
| 89           | 19        | Expectations        | Velké naděje        | Rosemary Rodriguez | David Rapp                            | 13. dubna 2006     | 5. března 2008  | 2T6119        |
| 90           | 20        | More Than This      | Víc než tohle       | Timothy Busfield   | Scott A. Williams                     | 20. dubna 2006     | 6. března 2008  | 2T6120        |
| 91           | 21        | Shattered           | Otřeseni            | Jeannot Szwarc     | Amanda Segel Marks a David H. Goodman | 27. dubna 2006     | 7. března 2008  | 2T6121        |
| 92           | 22        | Requiem             | Rekviem             | John F. Showalter  | Jan Nash                              | 4. května 2006     | 10. března 2008 | 2T6122        |
| 93           | 23        | White Balance       | Bílá a černá        | Jeff T. Thomas     | Greg Walker                           | 11. května 2006    | 11. března 2008 | 2T6123        |
| 94           | 24        | Crossroads          | Křižovatka          | Jeannot Szwarc     | David Amann                           | 18. května 2006    | 12. března 2008 | 2T6124        |

### Pátá řada (2006–2007)
| Č. v seriálu | Č. v řadě | Původní název           | Český název          | Režie              | Scénář                           | Premiéra v USA     | Premiéra v ČR   | Produkční kód |
| ------------ | --------- | ----------------------- | -------------------- | ------------------ | -------------------------------- | ------------------ | --------------- | ------------- |
| 95           | 1         | Stolen                  | Ukradený             | Randy Zisk         | David Amann                      | 24. září 2006      | 13. března 2008 | 2T7852        |
| 96           | 2         | Candy                   | Candy                | Jonathan Kaplan    | Jan Nash a Greg Walker           | 1. října 2006      | 14. března 2008 | 2T7851        |
| 97           | 3         | 911                     | Tísňové volání       | Jeannot Szwarc     | Amanda Segel Marks               | 8. října 2006      | 17. března 2008 | 2T7853        |
| 98           | 4         | All for One             | Všichni za jednoho   | Kate Woods         | Byron Balasco                    | 15. října 2006     | 18. března 2008 | 2T7854        |
| 99           | 5         | The Damage Done         | Nebezpečná hra       | John Peters        | Diego Gutierrez                  | 22. října 2006     | 19. března 2008 | 2T7855        |
| 100          | 6         | The Calm Before         | Ticho před bouří     | Peter Markle       | Jan Nash                         | 29. října 2006     | 20. března 2008 | 2T7856        |
| 101          | 7         | All the Sinners, Saints | Všichni hříšní svatí | Martha Mitchell    | José Molina                      | 5. listopadu 2006  | 21. března 2008 | 2T7857        |
| 102          | 8         | Win Today               | Hop nebo trop        | Jeannot Szwarc     | David H. Goodman                 | 12. listopadu 2006 | 25. března 2008 | 2T7858        |
| 103          | 9         | Watch Over Me           | Sociální systém      | Bobby Roth         | Byron Balasco a David Mongan     | 19. listopadu 2006 | 26. března 2008 | 2T7859        |
| 104          | 10        | The Thing with Feathers | Anděl na poli        | Scott White        | Gwendolyn M. Parker              | 3. prosince 2006   | 27. března 2008 | 2T7860        |
| 105          | 11        | Fade-Away               | Zmizelý              | Jonathan Kaplan    | David Amann a Greg Walker        | 10. prosince 2006  | 28. března 2008 | 2T7861        |
| 106          | 12        | Tail Spin               | Pád letadla          | Peter Markle       | Diego Gutierrez                  | 7. ledna 2007      | 31. března 2008 | 2T7862        |
| 107          | 13        | Eating Away             | Závody jedlíků       | Martha Mitchell    | David H. Goodman a Alicia Kirk   | 14. ledna 2007     | 1. dubna 2008   | 2T7863        |
| 108          | 14        | Primed                  | V rozpuku            | John F. Showalter  | Jan Nash                         | 21. ledna 2007     | 2. dubna 2008   | 2T7864        |
| 109          | 15        | Desert Springs          | Kufr s penězi        | Eriq La Salle      | David Amann                      | 18. února 2007     | 3. dubna 2008   | 2T7865        |
| 110          | 16        | Without You             | Bez tebe             | Jeannot Szwarc     | José Molina                      | 4. března 2007     | 4. dubna 2008   | 2T7866        |
| 111          | 17        | Deep Water              | V hlubině moře       | Paul McCrane       | Anthony LaPaglia a Byron Balasco | 11. března 2007    | 7. dubna 2008   | 2T7867        |
| 112          | 18        | Connections             | Kontakty             | Rosemary Rodriguez | David Mongan a David H. Goodman  | 18. března 2007    | 8. dubna 2008   | 2T7868        |
| 113          | 19        | At Rest                 | Odpočívej v pokoji   | Jonathan Kaplan    | Gwendolyn M. Parker a Jan Nash   | 25. března 2007    | 9. dubna 2008   | 2T7869        |
| 114          | 20        | Skin Deep               | Na povrchu           | Eric Close         | Amanda Segel Marks               | 8. dubna 2007      | 10. dubna 2008  | 2T7870        |
| 115          | 21        | Crash and Burn          | Osudová nehoda       | John Polson        | David Amann a Alicia Kirk        | 15. dubna 2007     | 11. dubna 2008  | 2T7871        |
| 116          | 22        | One and Only            | Jedna jediná         | Kate Woods         | Diego Gutierrez a Byron Balasco  | 29. dubna 2007     | 14. dubna 2008  | 2T7872        |
| 117          | 23        | Two of Us               | Jen my dva           | John F. Showalter  | Greg Walker a José Molina        | 6. května 2007     | 15. dubna 2008  | 2T7873        |
| 118          | 24        | The Beginning           | Nový začátek         | Jeannot Szwarc     | David H. Goodman a Jan Nash      | 10. května 2007    | 16. dubna 2008  | 2T7874        |

### Šestá řada (2007–2008)
| Č. v seriálu | Č. v řadě | Původní název        | Český název       | Režie           | Scénář                                           | Premiéra v USA     | Premiéra v ČR     | Produkční kód |
| ------------ | --------- | -------------------- | ----------------- | --------------- | ------------------------------------------------ | ------------------ | ----------------- | ------------- |
| 119          | 1         | Lost Boy             | Ztracený chlapec  | John Polson     | Byron Balasco a Greg Walker                      | 27. září 2007      | 7. května 2008    | 3T6104        |
| 120          | 2         | Clean Up             | Úklid             | Chris Long      | Gwendolyn M. Parker                              | 4. října 2007      | 14. května 2008   | 3T6101        |
| 121          | 3         | Res Ipsa             | Res Ipsa          | Greg Walker     | Greg Walker                                      | 11. října 2007     | 21. května 2008   | 3T6102        |
| 122          | 4         | Baggage              | Přítěž            | Scott White     | Diego Gutierrez a Jan Nash                       | 25. října 2007     | 28. května 2008   | 3T6103        |
| 123          | 5         | Run                  | Na útěku          | Kate Woods      | Jan Nash                                         | 1. listopadu 2007  | 4. června 2008    | 3T6106        |
| 124          | 6         | Where and Why        | Kde a jak         | Jonathan Kaplan | Jan Nash a Greg Walker                           | 8. listopadu 2007  | 1. října 2009     | 3T6108        |
| 125          | 7         | Absalom              | Absalom           | Martha Mitchell | Jose Molina                                      | 15. listopadu 2007 | 11. června 2008   | 3T6105        |
| 126          | 8         | Fight/Flight         | Mimo ring         | Jeannot Szwarc  | David H. Goodman                                 | 22. listopadu 2007 | 18. června 2008   | 3T6107        |
| 127          | 9         | One Wrong Move       | Jeden chybný krok | Jeff T. Thomas  | Gwendolyn M. Parker a Diego Gutierrez            | 6. prosince 2007   | 25. června 2008   | 3T6109        |
| 128          | 10        | Claus and Effect     | Vánoční nálada    | Bobby Roth      | Alicia Kirk a David Amann                        | 13. prosince 2007  | 2. července 2008  | 3T6110        |
| 129          | 11        | 4G                   | Byt 4G            | Eric Close      | Amanda Segel Marks                               | 10. ledna 2008     | 9. července 2008  | 3T6111        |
| 130          | 12        | Article 32           | Článek 32         | Martha Mitchell | Byron Balasco                                    | 17. ledna 2008     | 16. července 2008 | 3T6112        |
| 131          | 13        | Hard Reset           | Úplné vypnutí     | John Polson     | Jan Nash, David Amann, Greg Walker a José Molina | 3. dubna 2008      | 23. července 2008 | 3T6113        |
| 132          | 14        | A Bend in the Road   | Zatáčka           | Jonathan Kaplan | Diego Gutierrez a Amanda Segel Marks             | 10. dubna 2008     | 30. července 2008 | 3T6114        |
| 133          | 15        | Deja Vu              | Deja vu           | Chris Long      | Byron Balasco a David Amann                      | 24. dubna 2008     | 6. srpna 2008     | 3T6115        |
| 134          | 16        | A Dollar and a Dream | Sen o bohatství   | Martha Mitchell | David H. Goodman a David Mongan                  | 1. května 2008     | 13. srpna 2008    | 3T6116        |
| 135          | 17        | Driven               | Na rozcestí       | John Polson     | Byron Balasco a Gwendolyn M. Parker              | 8. května 2008     | 27. srpna 2008    | 3T6117        |
| 136          | 18        | Satellites           | Nový začátek      | Jonathan Kaplan | Greg Walker a Jan Nash                           | 15. května 2008    | 3. září 2008      | 3T6118        |

### Sedmá řada (2008–2009)
| Č. v seriálu | Č. v řadě | Původní název                      | Český název            | Režie                     | Scénář                                                                                 | Premiéra v USA     | Premiéra v ČR   | Produkční kód |
| ------------ | --------- | ---------------------------------- | ---------------------- | ------------------------- | -------------------------------------------------------------------------------------- | ------------------ | --------------- | ------------- |
| 137          | 1         | Closure                            | Řešení                 | John Polson               | Jan Nash a Bruce Ramussen                                                              | 23. září 2008      | 7. ledna 2009   | 3T7204        |
| 138          | 2         | 22 x 42                            | Věkový rozdíl          | Greg Walker               | Byron Balasco                                                                          | 30. září 2008      | 14. ledna 2009  | 3T7205        |
| 139          | 3         | Last Call                          | Usmíření               | Karen Gaviola             | David Amann a Byron Balasco                                                            | 14. října 2008     | 21. ledna 2009  | 3T7201        |
| 140          | 4         | True/False                         | Pravda nebo lež        | Martha Mitchell           | Diego Gutierrez                                                                        | 21. října 2008     | 28. ledna 2009  | 3T7206        |
| 141          | 5         | Rise and Fall                      | Pýcha a pád            | Jonathan Kaplan           | David Amann                                                                            | 28. října 2008     | 4. února 2009   | 3T7207        |
| 142          | 6         | Live to Regret                     | Pozdě litovat          | John F. Showalter         | Gwendolyn M. Parker                                                                    | 11. listopadu 2008 | 11. února 2009  | 3T7208        |
| 143          | 7         | Rewind                             | Vrátit čas             | Karen Gaviola             | Bruce Ramussen                                                                         | 18. listopadu 2008 | 18. února 2009  | 3T7209        |
| 144          | 8         | Better Angels                      | Dávné vzpomínky        | Scott White               | Jan Nash a Greg Walker                                                                 | 25. listopadu 2008 | 25. února 2009  | 3T7210        |
| 145          | 9         | Push Comes to Shove                | Jde do tuhého          | John F. Showalter         | Diego Gutierrez a Alicia Kirk                                                          | 2. prosince 2008   | 4. března 2009  | 3T7202        |
| 146          | 10        | Cloudy with a Chance of Gettysburg | Občanská válka         | Scott White               | námět: Gwendolyn M. Parker a Amanda Segel Marks scénář: David Amann a Jan Nash         | 16. prosince 2008  | 11. března 2009 | 3T7203        |
| 147          | 11        | Wanted                             | Hledá se rodina        | Marianne Jean-Baptisteová | Alicia Kirk                                                                            | 6. ledna 2009      | 18. března 2009 | 3T7211        |
| 148          | 12        | Believe Me                         | Víra v zázrak          | Paul McCrane              | Jan Nash a Bruce Rasmussen                                                             | 13. ledna 2009     | 25. března 2009 | 3T7213        |
| 149          | 13        | Once Lost                          | Ztracená               | Martha Mitchell           | námět: Diego Gutierrez a Roselyn Sanchez scénář: Diego Gutierrez a Jim Adler           | 27. ledna 2009     | 8. dubna 2009   | 3T7212        |
| 150          | 14        | Friends and Neighbors              | Přátelé a sousedé      | John F. Showalter         | Amanda Segel Marks                                                                     | 3. února 2009      | 15. dubna 2009  | 3T7214        |
| 151          | 15        | Chameleon                          | Chameleon              | Eric Close                | Byron Balasco                                                                          | 10. února 2009     | 22. dubna 2009  | 3T7215        |
| 152          | 16        | Skeletons                          | Kostlivec ve skříni    | Nancy Van Doornewaard     | námět: Diego Gutierrez a Gwendolyn M. Parker scénář: Diego Gutierrez a Bruce Rasmussen | 17. února 2009     | 29. dubna 2009  | 3T7216        |
| 153          | 17        | Voir Dire                          | Výběr poroty           | Jonathan Kaplan           | Alicia Kirk                                                                            | 17. března 2009    | 6. května 2009  | 3T7217        |
| 154          | 18        | Daylight                           | Světlo na konci tunelu | Jeff T. Thomas            | Greg Walker a Jan Nash                                                                 | 31. března 2009    | 13. května 2009 | 3T7218        |
| 155          | 19        | Heartbeats                         | Srdce na dlani         | Martha Mitchell           | Tom Donaghy                                                                            | 7. dubna 2009      | 20. května 2009 | 3T7219        |
| 156          | 20        | Hard Landing                       | Tvrdé přistání         | Michael Amundson          | David Rapp                                                                             | 14. dubna 2009     | 27. května 2009 | 3T7220        |
| 157          | 21        | Labyrinths                         | Labyrinty              | Jonathan Kaplan           | Diego Gutierrez a Gwendolyn M. Parker                                                  | 28. dubna 2009     | 3. června 2009  | 3T7221        |
| 158          | 22        | Devotion                           | Oddanost               | John Polson               | námět: Anthony LaPaglia a Ryan Tavlin scénář: Byron Balasco a Bruce Ramussen           | 5. května 2009     | 10. června 2009 | 3T7222        |
| 159          | 23        | True                               | Pravda                 | Eric Close                | Alicia Kirk a Jan Nash                                                                 | 12. května 2009    | 17. června 2009 | 3T7223        |
| 160          | 24        | Undertow                           | Pod hladinou           | Jeannot Szwarc            | David Amann a Greg Walker                                                              | 19. května 2009    | 24. června 2009 | 3T7224        |